# Сколл (спутник)
Сколл — нерегулярный спутник Сатурна, известный также как Сатурн XLVII.

## Открытие
Был обнаружен на фотографиях в период с 5 января по 30 апреля 2006 года Скоттом Шеппардом, Дэвидом Джуиттом, Дженом Клина, Брайаном Марсденом, опубликовано 26 июня 2006 года. Первоначально присвоено временное обозначение S/2006 S 8. В апреле 2007 года официально присвоено имя гигантского волка из скандинавской мифологии.

## Орбита
Сколл совершает полный оборот вокруг Сатурна на расстоянии в среднем 17 665 000 км за 878 дней. Орбита имеет эксцентриситет 0,464, при этом наклон орбиты к эклиптике составляет 161,2°.

## Физические характеристики
Диаметр Сколла составляет около 6 км.